# Jim Holt
Jim Holt (New York, 30 ottobre 1954) è un saggista, filosofo e giornalista statunitense.
Ha studiato filosofia e matematica a New York,  ma avendo intrapreso un'attività di giornalista freelance e saggista non ha terminato gli studi. Ha pubblicato articoli di filosofia, matematica e scienze e recensioni di libri su  numerosi quotidiani e riviste americane, tra cui The New York Times, The New Yorker, The New York Review of Books e The American Scholar.
Per la rivista online Slate ha intervistato celebrità come John Updike, Richard Dawkins e Bill McKibben. Ha condotto per dieci anni, sull'emittente radiofonica del Galles BBC Wales , il programma Living in America, with Jim Holt.
È stato ospite di vari programmi televisivi di successo, come NBC News con Tom Brokaw, Firing Line con William Buckley e vari programmi della CNN.
Nel 1997 è stato editore della rivista politica The New Leader.
Il suo libro "Why Does the World Exist?: An Existential Detective Story" è stato finalista del National Book Critics Circle Award per la saggistica nel 2012 ed un bestseller negli Stati Uniti nel 2012 e 2013.

## Pubblicazioni
- Stop Me If You've Heard This: A History and Philosophy of Jokes (2008)
- Why Does the World Exist?: An Existential Detective Story (2012)